# Kapsejlads (dokumentarfilm)
Kapsejlads er en dansk dokumentarfilm fra 1921.

## Handling
Kapsejlads med sejlbåde i roligt vejr.